# Вечный турист

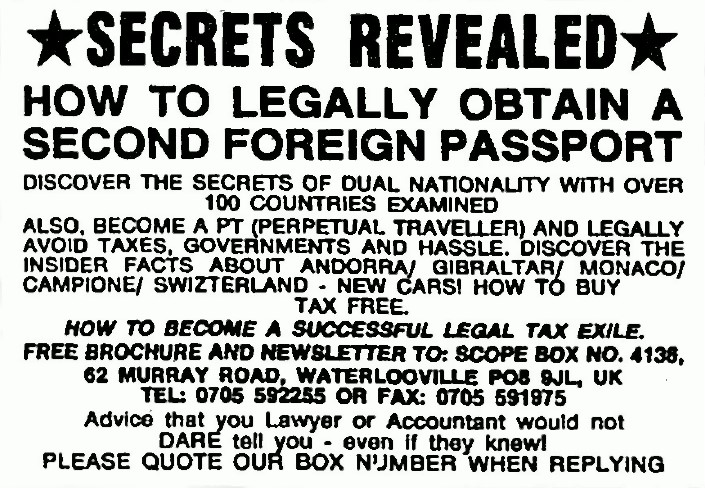
Реклама второго паспорта и информация о том, как стать «вечным путешественником». The Times, 1994

«Вечный турист» (также «постоянный путешественник» или от англ. perpetual traveler, PT, permanent tourist) — один из терминов, описывающих стиль жизни «современных кочевников» (капитанов индустрии, артистов, музыкантов, переводчиков), работа которых постоянно перемещает их по глобализованному миру.
В 1990-х годах проповедник хранения денег в офшорах (и мошенник) Адам Старчайлд выдвинул идею, что таким образом можно избежать налогообложения (отсюда также название «бывший налогоплательщик», англ. prior taxpayer). Согласно этой теории, размещая разные аспекты своей жизни в разных странах и не пребывая слишком долго в одном месте, человек может уменьшить налоги, избежать гражданских обязанностей, а также повысить личную свободу. Сам Старчайлд сравнивал жизнь кочевников и оседлых жителей Сомали: при упадке цивилизации жизнь жителей городов и крестьян разрушается, а кочевники просто перебираются в то место, где войны нет. По замечанию Сюзан Кутин (англ. Susan Coutin), забавно, что Старчайлд в качестве модели выбрал сомалийских пастухов, а не столь же мобильных городских безработных или трудовых мигрантов. Билл Маурер отмечает, что в этом дискурсе (и других схожих) основной интерес представляет сам факт его возникновения, а не изложенные «истины»: сомнению стали подвергаться концепции государства и подданства.
Идея поддерживается теми государствами Карибского моря, которые предоставляют свои офшорные услуги; они также продают и своё гражданство. Книги и услуги, связанные с идеей вечного туриста, были одним из основных продуктов компаний, специализировавшихся в области маркетинга офшорных финансовых услуг, схем уклонения от уплаты налогов и услуг конфиденциальности.

## Принципы
Концепция «постоянного путешественника» предусматривает, что он ведёт такую жизнь, что не считается законным резидентом какой-либо из стран, в которых он проводит время или работает.
По этой концепции «вечные путешественники» не имеют легального постоянного места жительства и поэтому избегают юридических обязательств, сопровождающих постоянное проживание в стране, как то: подоходный налог и налог на имущество, взносы в фонд социального обеспечения, обязанности присяжного заседателя и военная служба. Идея была охарактеризована как «кочевничество позднего капитализма».

## Реакции правительств
Естественно, что развитым государствам с высоким уровнем налогообложения уклонение путешественников от налогов не нравится. Их основной подход В. Влчек (англ. William Vlcek) характеризует как «большую дубинку»: используя господство на финансовых рынках и экстерриториальное применение закона, принудить другие страны к передаче финансовой информации (США и некоторые другие страны облагают налогом весь доход граждан, независимо от места проживания или заработка). Лидерство проявили США с принятием в 2010 году Закона о налоговой отчётности по зарубежным счетам. Полученный американцами доступ к финансовой информации многих стран привёл к аналогичным механизмам в других странах, которые использовали американские образцы или, в случае Великобритании, напрямую результаты американских усилий.

## Теория флагов
Концепция «вечного туриста» была представлена в понятиях так называемой «теории флагов»: каждый флаг представляет одну из правовых юрисдикций, в которых действует «вечный путешественник». Количество стран («флагов»), которые надо освоить, варьирует от трёх до семи. Популярной является теория пяти флагов:
1. Бизнес-база — там, где можно заработать деньги.
2. Паспорт и гражданство — в стране, которая не контролирует совершённые за пределами страны действия (и не облагает их налогом).
3. Домицилий — в офшорной зоне без угрозы войн и революций, но с банковской секретностью.
4. Гавань для активов — место для хранения денег, где деньгами можно управлять анонимно по доверенности.
5. Игровая площадка — места, где на самом деле хочется жить.

В 1995 году финансовый комментатор Боб Бекман сказал про свою жизнь в Монако: «Давным-давно мне сказали, что самый эффективный способ для человека управлять своими делами — это работать в одном месте, хранить свои деньги во втором месте и жить в третьем месте. Я живу в Монако. Я не работаю здесь, мои деньги размещены в другом месте, но управляются отсюда».

## Критика
«Вечные путешественники», на практике прячущиеся в офшорах, рассматриваются обычными участниками рынка с подозрением: отсутствие юрисдикции делает их «слишком свободными».
У образа жизни вечных путешественников есть недостатки. Во-первых, требуются значительные доходы: как правило, путешествовать по миру дороже, чем оставаться в одном месте. 
Другим недостатком теории флагов является то, что она отнимает людей от их традиционных сообществ. Люди, которые по своей природе ориентированы на семью и имеют глубокие корни, с меньшей вероятностью принимают участие в теории флагов: им может помешать отсутствие контакта с семьей и друзьями и тоска по дому.